# 肖金塔
肖金塔，位于中国甘肃省庆阳市西峰区，为一个全国重点文物保护单位，类型为古建筑。
肖金塔的历史年代为宋代。